# Gulaguli, Ron
Gulaguli là một làng thuộc tehsil Ron, huyện Gadag, bang Karnataka, Ấn Độ.